# シナプス (ラジオ番組)
『シナプス』は、TOKYO FMで2010年4月1日から2013年3月28日まで放送されていたラジオ番組。

## 概要
TOKYO FM創業40周年の一大改編によりスタートする。開始当初は「シナプス」の通り、番組がリスナーのシナプス役となり、やまだひさしのトークとニュース、エコ、音楽でリスナーの脳に革命を起こす体感型プログラムだった。
2012年7月30日放送分で未来を明るく照らすクイズバラエティとなると宣言。ニュース、東京名所、音楽、農業など様々な情報をクイズ形式で伝えている。
この番組で主に深夜番組を担当していたやまだにとって初の日中に担当するラジオ番組となる。
JFNのBラインではこの時間「ONCE」（2014年9月30日終了）と「Flowers」（シナプスと同様、2013年3月28日に終了）が放送されていた。

## パーソナリティ
- やまだひさし
- 三浦茉莉(アシスタント、2012年10月1日 -）

## タイムテーブル
（2013年3月現在）
- 13:00 オープニング（オープニングテレフォン、ニュースクイズ）
- 13:30 特集（ゲストコーナー、TOKYOクイズ） - TOKYOクイズは特集に出演するゲストから出題
- 13:45 メール紹介
- 13:52 TOKYO FM NEWS
- 13:55 TOKYO FM トラフィックレポート
- 13:57 報道情報センタークイズ - （TOKYO FM NEWSを担当した報道情報センターのアナウンサーが考えたクイズを出題）
- 14:00 テレフォン&Q

生電話による3択クイズ コーナー。
- 14:15 メール紹介、あぐりずむクイズ
- 14:20 あぐりずむ - 放送終了後にあぐりずむクイズの正解発表
- 14:40　
  - 月 - 水：特集（ゲストコーナー、テーマメール紹介）
  - 木：みやぎ&Q - 宮城県の魅力をクイズ形式で伝える
- 14:52 TOKYO FM トラフィックレポート
- 14:55 Japan Furusato Network（JFNC制作）
- 15:05 メール紹介
- 15:10 よ・み・き・か・せ（提供：河合薬業）
- 15:30 音楽クイズ
- 15:45 TOKYO FM NEWS
- 15:48 TOKYO FM トラフィックレポート
- 15:53 エンディング

### 過去のコーナー
クイズ&モア
開始当初からの生電話による3択クイズコーナー。
ルールはラジアンリミテッドの鉄拳クイズや、SCHOOL OF LOCK!のバトルクイズ★ KIFF & RELEASE に近い
またこのコーナーでは他の企画との抱き合わせでクイズが出題される。
- スノー&モア（毎年12月 - 2月）：関東近郊のスキー場情報を伝える
- シナプス Cheer up station ロンドン&モア!（2012年4月 - 8月 ）:選手へのインタビューなどロンドンオリンピック最新情報を伝える
- 重ねドルチェ presents SWEETS UP（提供：メグミルク 重ねドルチェ、2012年9月 - ）：参加賞として重ねドルチェ等メグミルク製品がプレゼントされる。

SNOW&Q
生電話によるウィンタースポーツに関する3択クイズを関東近郊のスキー場情報と共に伝える。
放送期間中のクイズパートは「クイズ&モア!」となり、正解すれば現金がプレゼントされる。
2'Oclocks Quiz→3'Oclocks Quiz
生電話による3択クイズ。ルールはクイズ&モアと同様。正解すればクロックス1足プレゼント。
2時台放送時は「2'Oclocks Quiz」、3時台放送時（「SNOW&Q」放送期間中）は「3'Oclocks Quiz」として放送した。

## 「ニコラジ」とのコラボレート企画
2010年8月23日、TOKYO FMがスペシャルウィークであることから、やまだが夜に担当している『ニコラジ』（ニコニコ動画生放送）とのコラボレート企画を行った。
この一週間の「よ・み・き・か・せ」の担当が水樹奈々であることから、「ニコラジ」で水樹6枚目のPV集の中から1曲かけ、その曲名をキーワードに「シナプス」に送り、「シナプス」でのキーワードを「ニコラジ」に送ると豪華プレゼントがあたる、という企画を行った。